# Margalida Alemany Enseñat
Margalida Alemany i Enseñat (Andratx, 1949) és una cuinera i ensenyant mallorquina. El 1997 va rebre el Premi Ramon Llull en reconeixement de la tasca desenvolupada com a professional en el camp de la gastronomia, pel paper que ha complert en la recuperació d'antigues receptes de la cuina tradicional de les Illes Balears, així com per la tasca divulgadora i docent que du a terme des de Can Tàpera, centre de formació social de la Caixa de Balears "Sa Nostra".

## Obres
- La cocina de Margarita. 193 recetas para las 4 estaciones.  Binissalem: Di7, 2000.
- La nueva cocina Mediterránea de Margalida Alemany: 145 recetas originales.  Palma: Hora Nova, 1998.
- La cuina de Na Margalida de Can Tapera.  Palma - Binissalem: Caixa de Balears - Di7, 1997. ISBN 848975411X.
- La nueva cocina de Margalida Alemany: 154 recetas originales.  Palma: Ultima Hora, 1995.